# VLF Automotive
VLF Automotive est une petite entreprise automobile américaine créée en janvier 2016. Elle a été fondée sous le nom de VL Automotive en 2012 par Bob Lutz et Gilbert Villarreal, puis renommée après qu'Henrik Fisker a rejoint l'entreprise.

## Histoire
La société a été fondée par le designer et entrepreneur Henrik Fisker, l'ancien vice-président de General Motors Bob Lutz et l'industriel Gilbert Villarreal. Le nom de l'entreprise est tiré des initiales de leurs noms de famille.

## Produits

### VLF Destino
La berline à quatre portes VLF Destino a été présentée pour la première fois en janvier 2013, fortement basée sur le Fisker Karma, mais équipée d'un moteur à essence V8 de 6,2 L au lieu d'un moteur électrique.

### VLF Rocket V8
En 2017, VLF s'est associé à Galpin Auto Sports pour produire le Rocket V8.

### HUMVEE Série C
À partir de 2017, VLF contracte une version du HMMWV/Hummer H1 pour le marché non américain avec une série limitée de 100 unités par an via un contrat d'AM General. Les marchés comprennent la Chine, l'Europe et le Moyen-Orient. AM General avait annoncé la mise en vente du C-Series en kit en 2012, mais avait annulé le projet.

## Voir également
- Henrik Fisker
- Bob Lutz
- Fisker Coachbuild (2005–2007)
- Fisker Automotive (2007-2014)
- VIA Motors